# T.J. Thompson
Ronald Perry Thompson jr., detto T.J. (Manassas, 18 settembre 1982), è un ex cestista statunitense, professionista in Europa.

## Palmarès
- CBA All-Rookie First Team (2006)
- Miglior marcatore CBA (2006)